# 沃伊捷赫·布拉达奇
沃伊捷赫·布拉达奇（捷克語：Vojtěch Bradáč，1913年10月6日—1947年3月30日），捷克男子足球运动员，司职前锋。他曾代表捷克斯洛伐克国家队参加1938年国际足联世界杯，结果队伍止步八强。